# ظل الرئيس
ظل الرئيس هو مسلسل مصري، من بطولة ياسر جلال، علا غانم، هنا شيحة، تم عرضه في 27 مايو 2017. وهو مسلسل للكبار فقط لما يحتويه من مشاهد عنف

## القصة
يحيى ضابط حراسات يخرج من الخدمة بإرادته بعد نجاحه في التصدي لمحاولة اغتيال رئيس الجمهورية بنهاية التسعينات، يعمل والده في شركة للمقاولات، ليتحول لرجل أعمال ناجح يمتلك واحدة من أكبر شركات المقاولات في مصر، يتعرض لمحاولة اغتيال غامضة يتوفى فيها إبنه وزوجته و فيبدأ رحلة الانتقام محاولة ممن كانوا السبب في وفاتهم ويجد نفسه متورطاً في مخطط كبير له علاقة بعمله السابق .

## بطولة
| - ياسر جلال:يحيي - علا غانم:ناهد أم شهاب - هنا شيحة:د. سلمى - دينا فؤاد:غادة أخت يحيي - إيهاب فهمي:طارق الجمل - عزت أبو عوف:مجدى عم يحيي - أشرف زكي:وزير شرطة سابق - خالد محمود:مقدم حسين - محمد الصاوي:عبد العليم - حنان سليمان:والدة سلمى | الوجوه الجديدة - محمد عز:وسام - مايان السيد:ايتن ابنة يحيي - مهند حسني:هشام - محمود متولي:أشرف صابر - منى فاروق: علا السكرتيرة - عمر زكريا:شهاب أخو يحيي | بالإشترك مع - ماهر سليم:مهندس ماهر - محمد صلاح آدم:عادل - محمد محمود عبد العزيز:د. عمر ضيوف الشرف - دنيا عبد العزيز:فريدة زوجة حازم - محمود الجندي:استاذ طاهر - صبري عبد المنعم:فضل - أحمد الهواري: الصحفي ضيف شرف | شارك في الأحداث - نيفان صابر:ام علاء زوجة ربيع - محمود فارس:غريب لص سيارات - فريدة الجريدي:منى زوجة يحيي - محمد أبو النجا:حمدى - أسماء جلال:شيماء - جميل برسوم:والد حازم - منير مكرم:صالح - نيفين التوني:شفيقة - سمير حكيم:الغفير عشرى - محمود عبد المغني:حازم صقر |

بالاشتراك مع: خالد عمارة - جورج زكريا - شهد سرور - صلاح ناصف - محمد عابدين - كارم أباظة - ممدوح صالح - محمد دسوقي - رانيا بنات - يوسف نعمان:طفل - محمد أمير:طفل - ماهر الجبار - سعيد عبد المنعم - نادية عباس - عبده سليم - محمد العمري - دنيا هريدي - جومانا حسين - تسنيم هاني - عمر هاني - يوسف خالد - عبير فاروق:إلهام صديقة ناهد - عبير منير - عمرو حميدو - ناصر عوض - جمال فرج - شريف عواد - أحمد عماد - عبد السلام الدهشان - عيد أبو الحمد - فرح أحمد - لبنى عبد العزيز - محمد خميس: لص سيارات - محمد دياب - محمد عطية - محمود بشير: طوسون - هاني التابعي - آيات منتصر - أحمد خالد - سامح الجيزاوي - محمود عثمان - حسن هشام - ليال عبد الخالق - محمود سليمان - غرام - محمد الشناوي - عمر سعد - أحمد الفيشاوي - جميل عزيز - نبيل نور الدين:يونس عبد الحميد

## روابط خارجية
- ظل الرئيس على موقع قاعدة بيانات الأفلام العربية